# Окулово (Устюженский район)

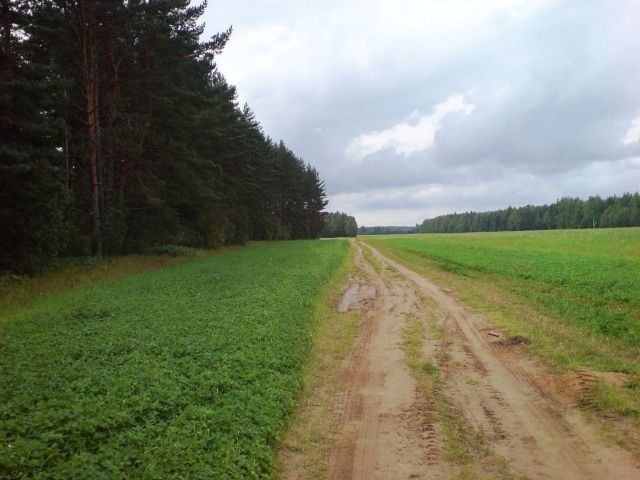

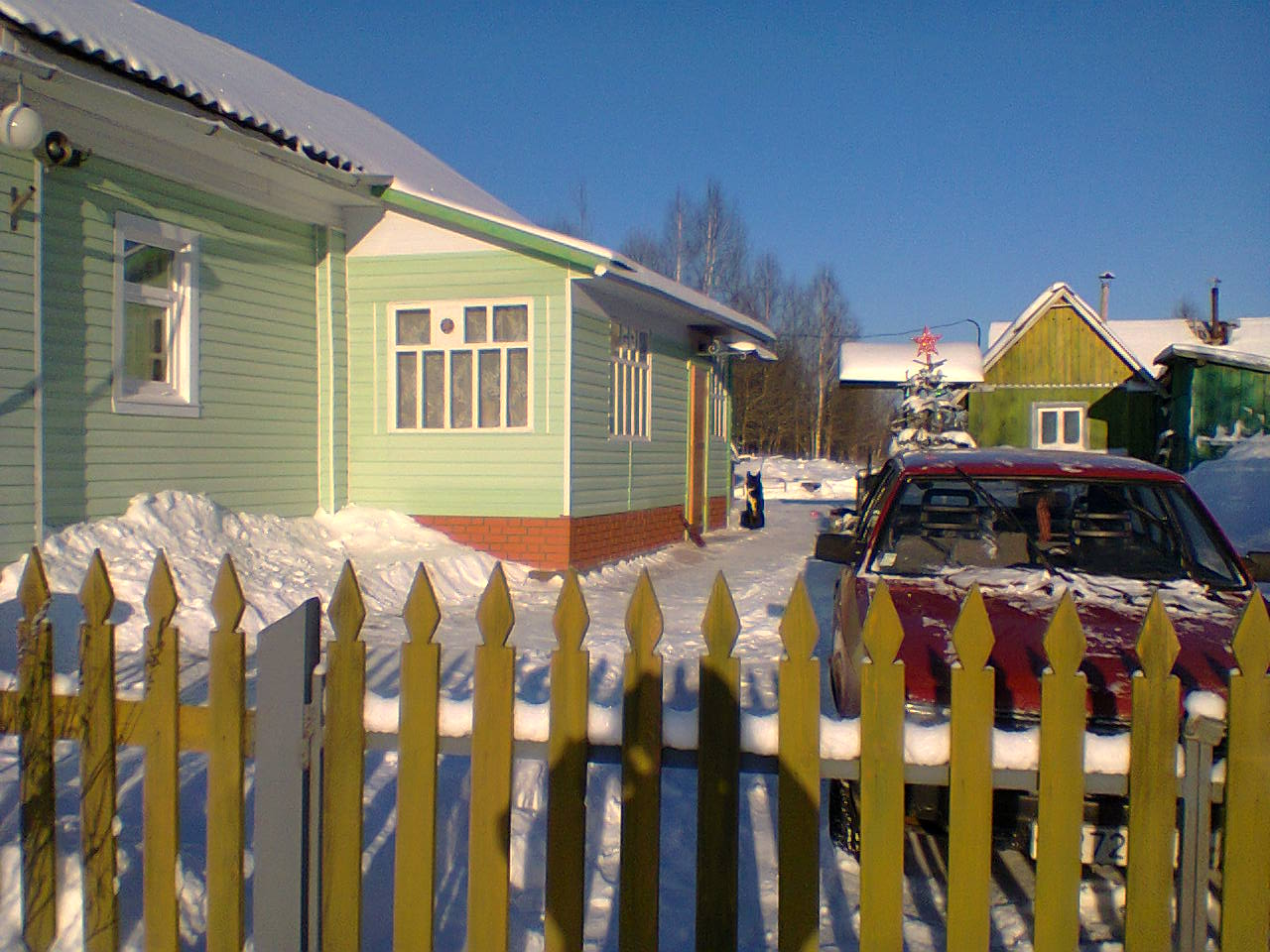

Окулово — деревня в Устюженском районе Вологодской области.
Входит в состав Лентьевского сельского поселения (с 1 января 2006 года по 9 апреля 2009 года входила в Мерёжское сельское поселение), с точки зрения административно-территориального деления — в Мерёжский сельсовет.
Расположена на левом берегу реки Орёл. Расстояние до районного центра Устюжны по автодороге — 22 км, до центра муниципального образования деревни Лентьево по прямой — 13 км. Ближайшие населённые пункты — Вешки, Горка, Орёл.
Население по данным переписи 2002 года — 6 человек.

## Ссылки

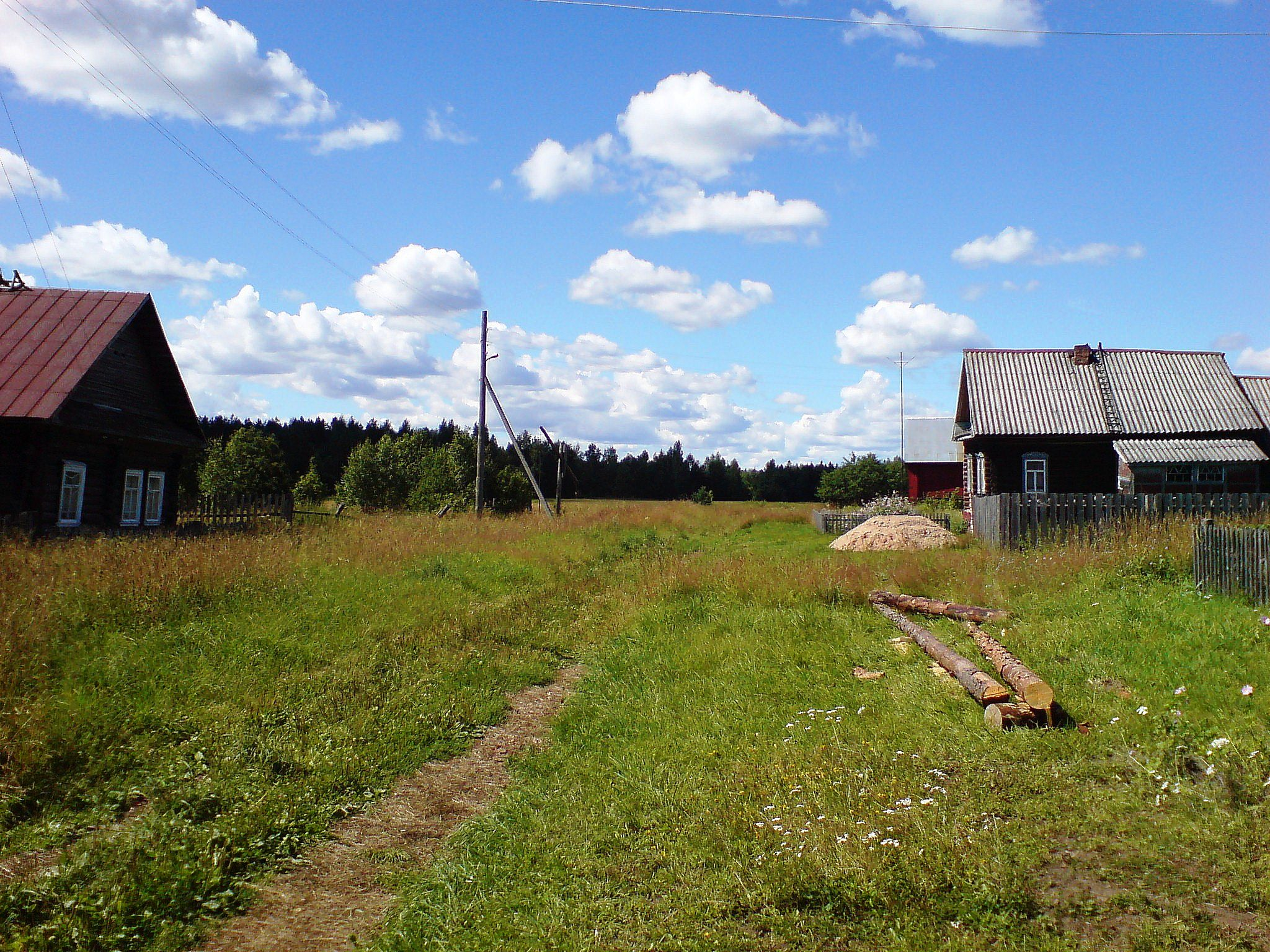

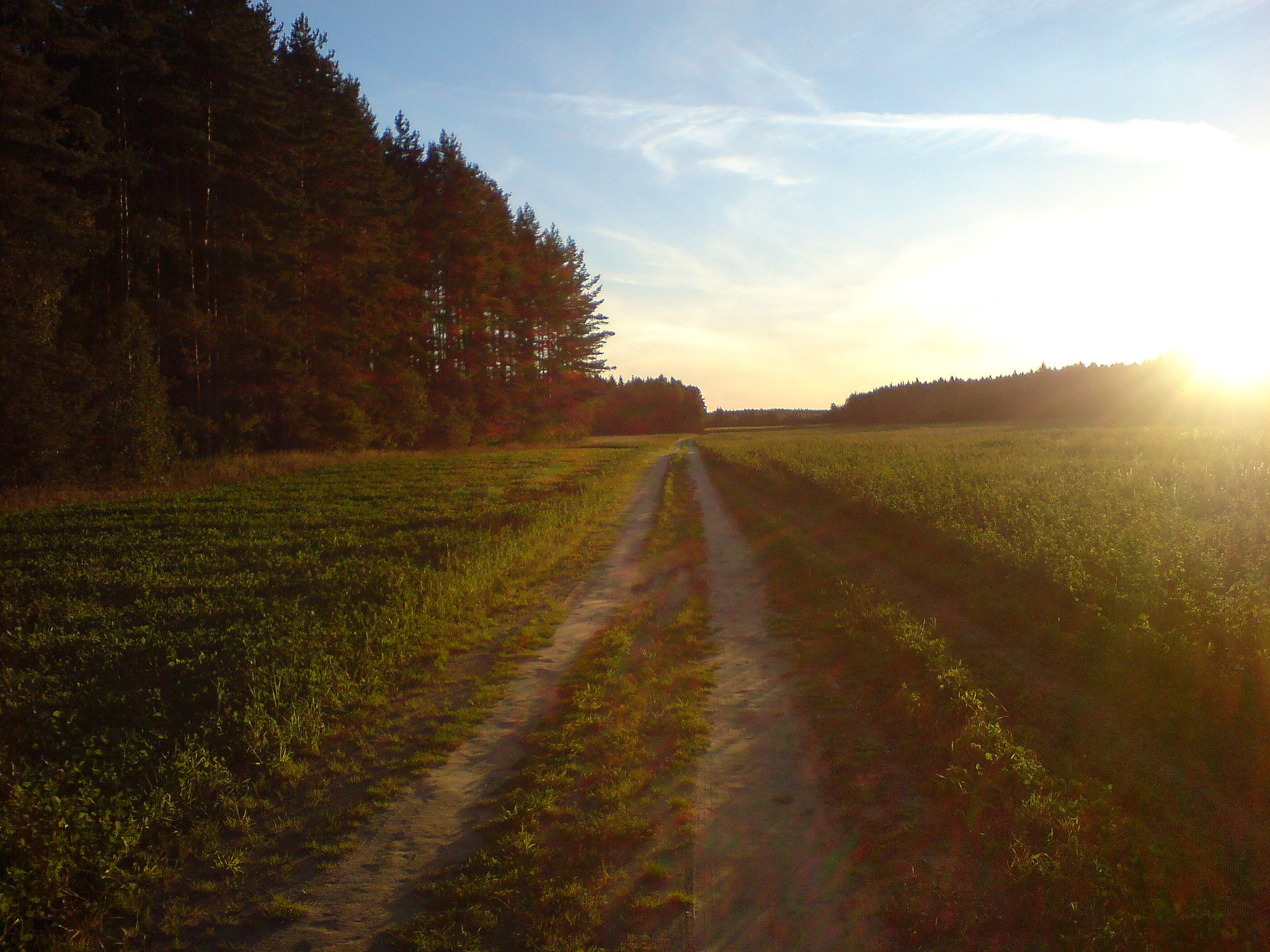

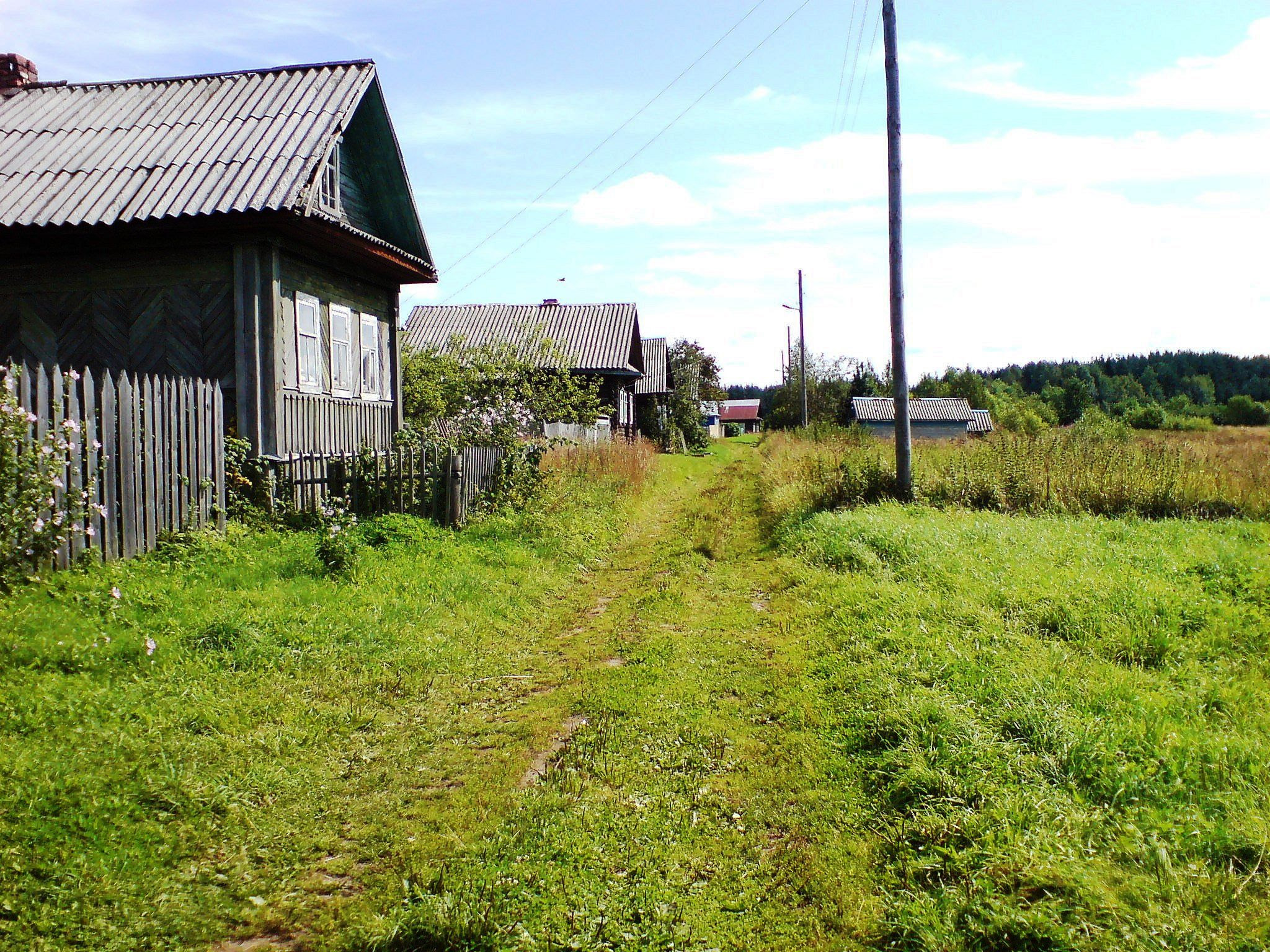

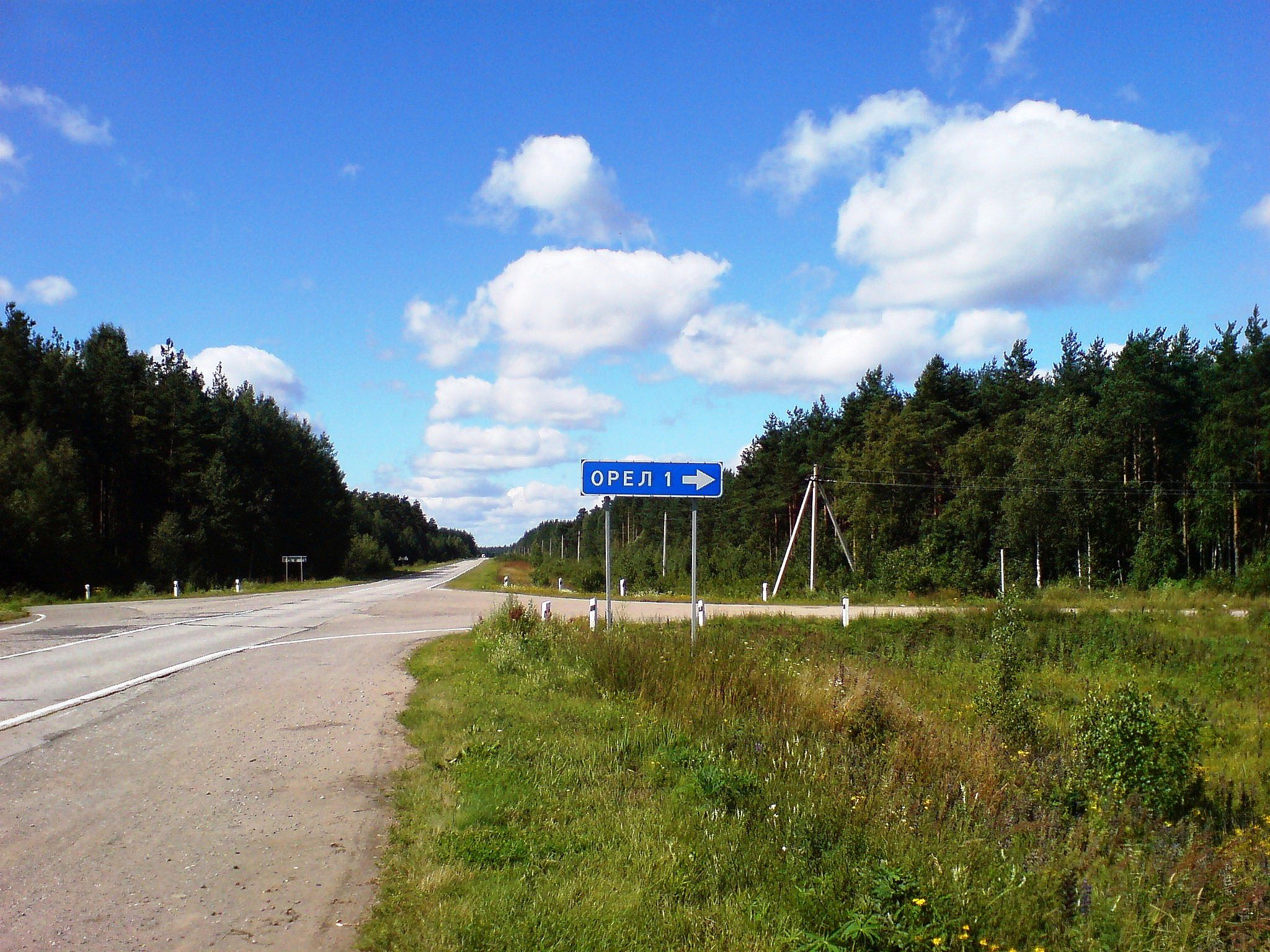

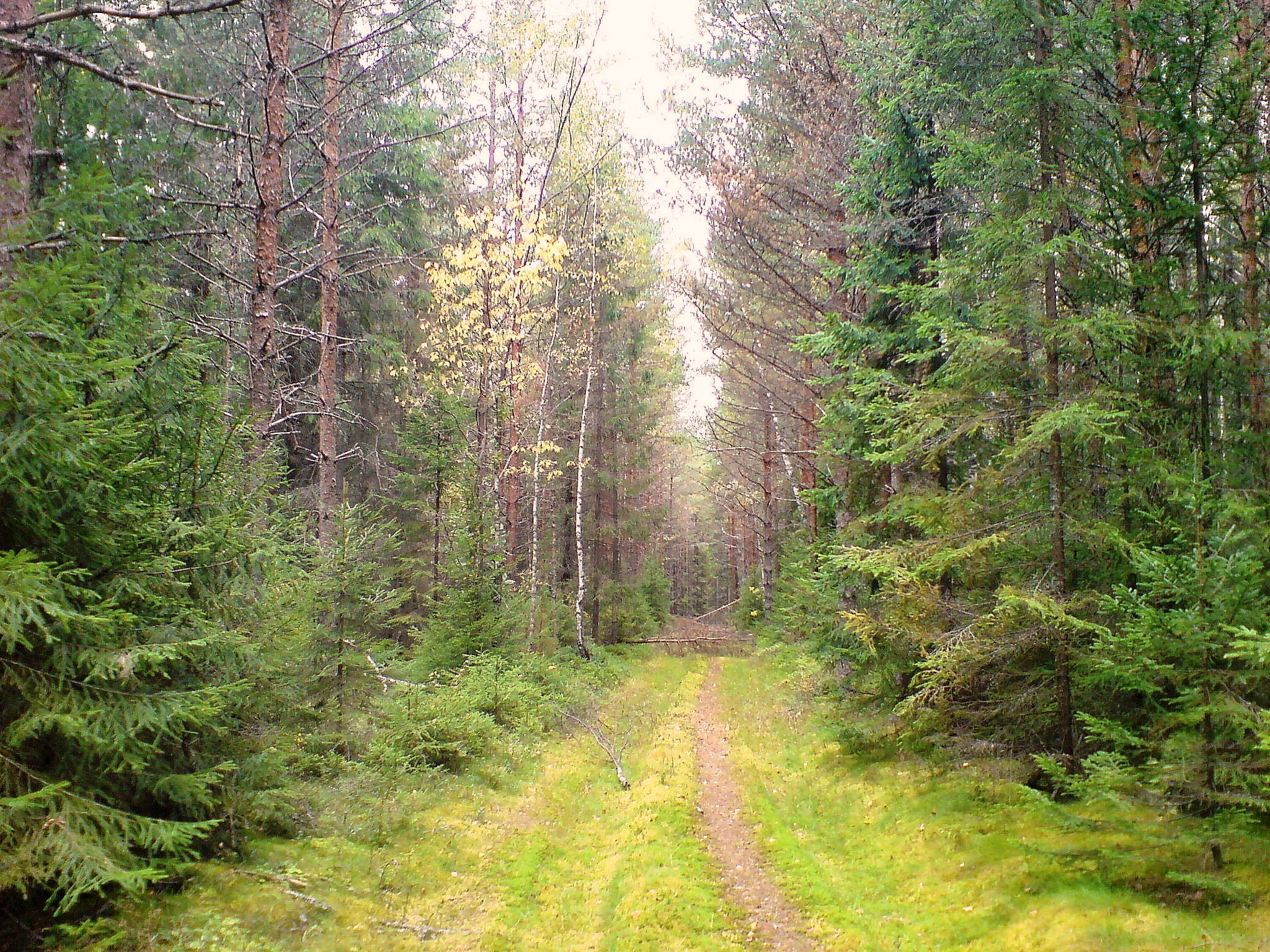

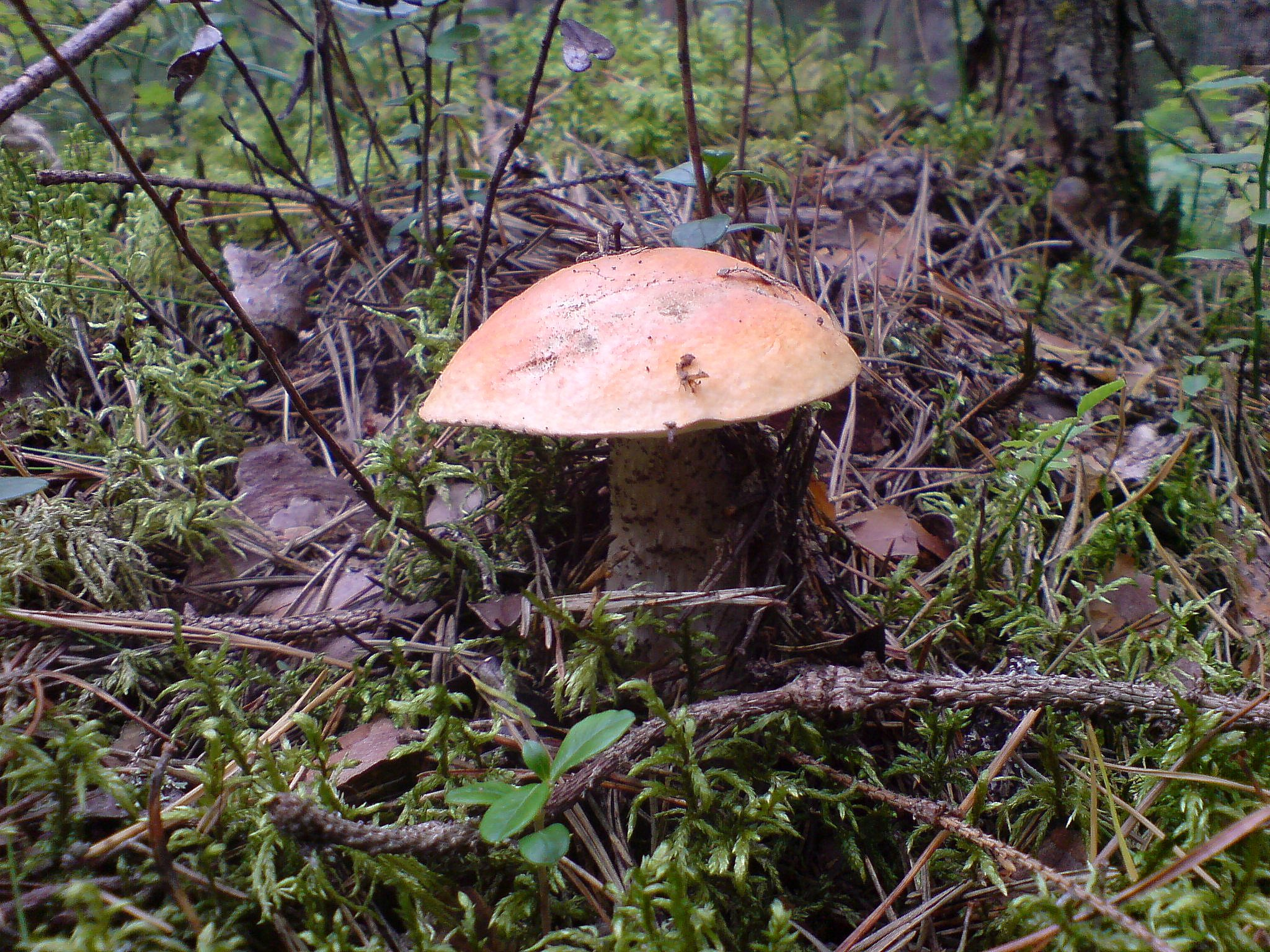

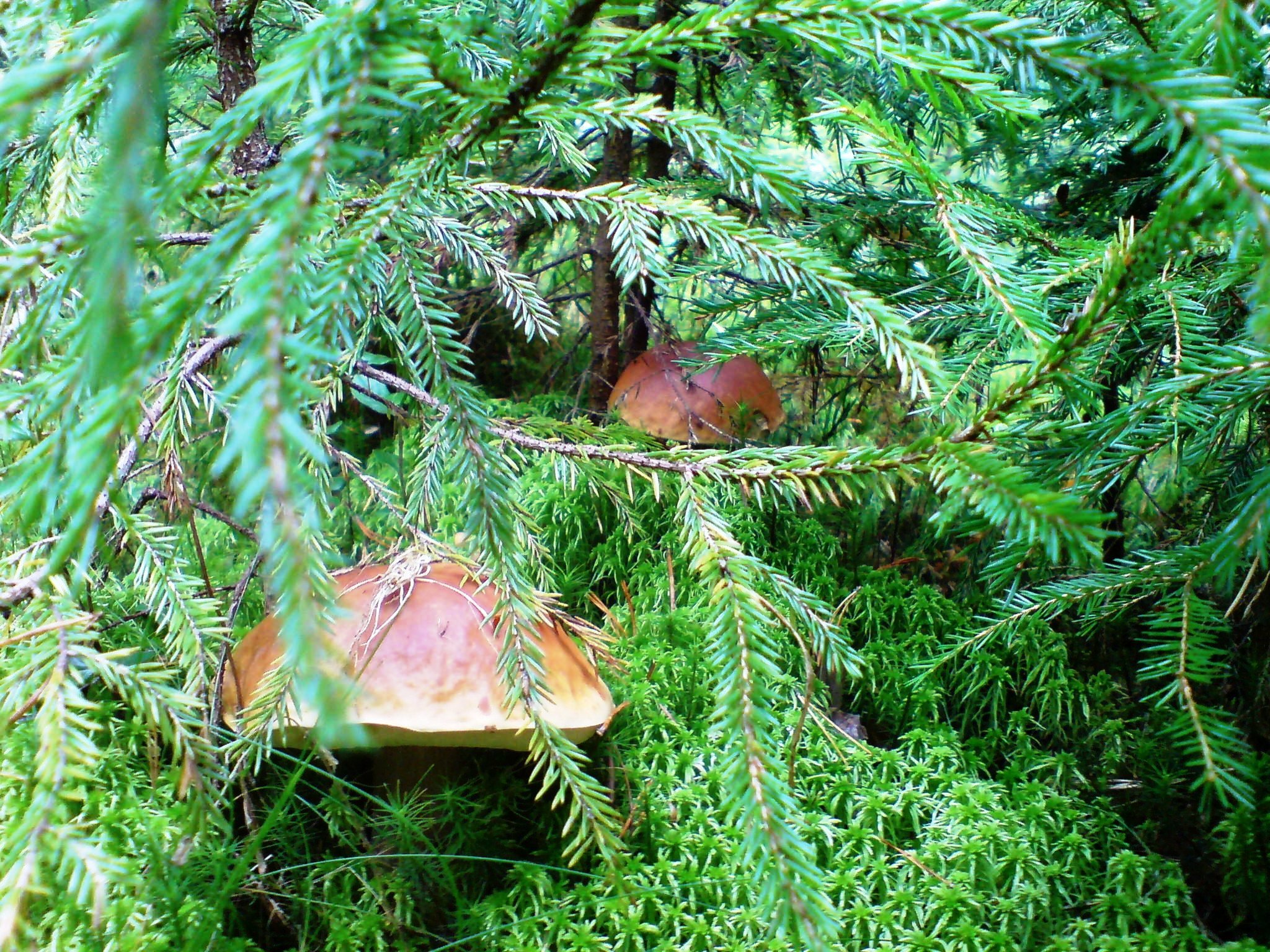

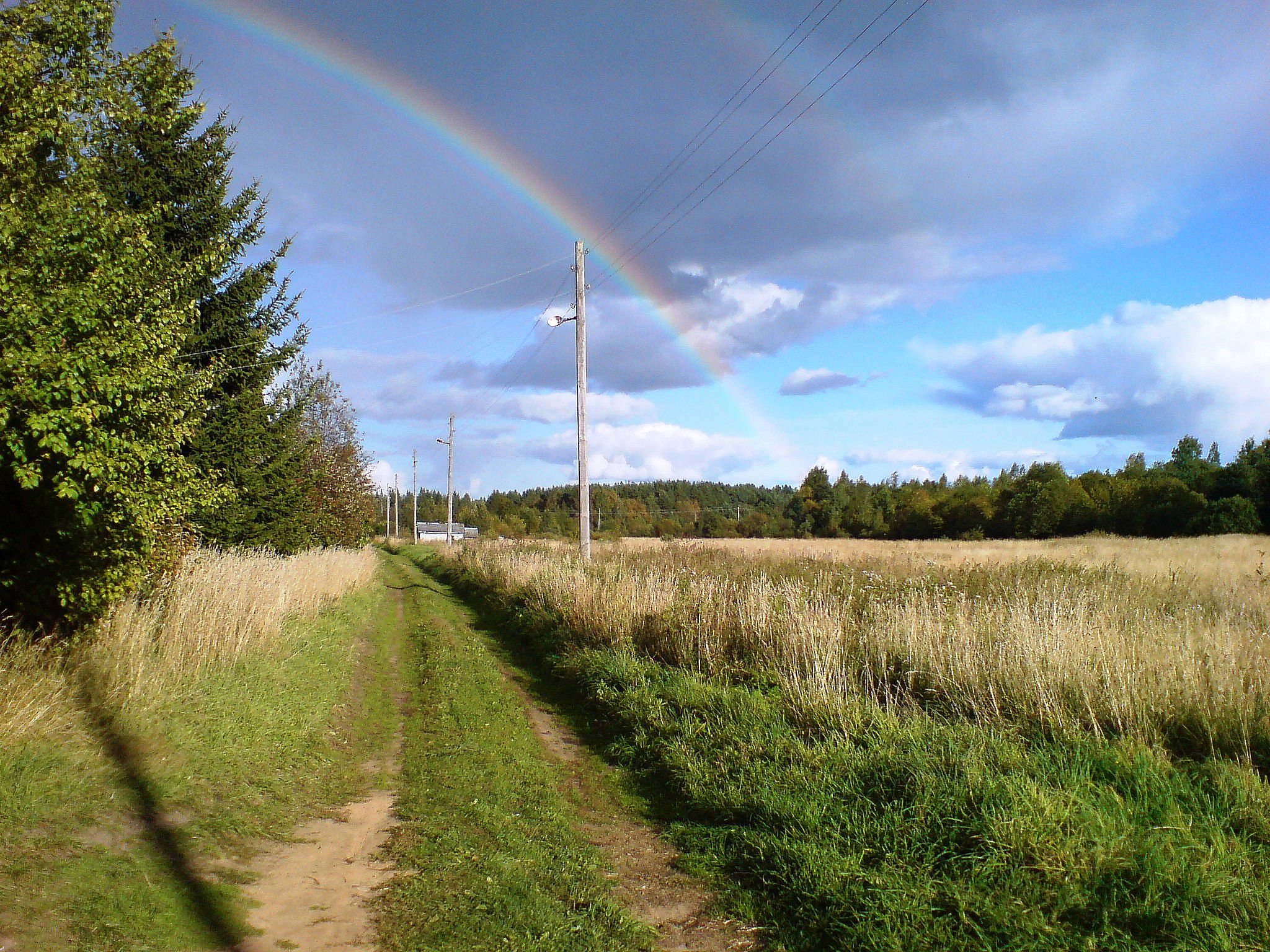